# 포스코경영연구원
포스코경영연구원(POSCO Research Institute; POSRI)은 철강 산업, 에너지 환경 관련 산업, 철강 산업과 관련된 시장과 기술에 대해 연구하는 민간 연구 기관이다. 1994년 출범한 포스코 패밀리 산하의 경영 연구 기관이다.
2015년 사명을 포스코경영연구소에서 포스코경영연구원으로 바꾸었다.

## 연혁
- 1985.2.28 포항제철 부설 기술연구소내 경영과학연구실 설치
- 1987.3.27 포항제철 기술연구소로부터 독립, 재단법인 산업과학기술연구소(RIST) 설립
- 1994.6.1 산업과학기술연구소로부터 분리 독립, 포스코경영연구소 설립
- 2001.1.15 「POSRI 경영연구」창간
- 2003.3.20 POSRI 중국 북경사무소(POSRI China) 설립
- 2005.8.24 POSRI 인도 델리사무소(POSRI India) 설립
- 2006.7.11 「POSRI Focus」e-Newsletter 서비스 개시
- 2006.9 10 「친디아 저널」창간
- 2010.6.03 「아시아 사회의 글로벌화」 포스코아시아포럼 개최 (포스코청암재단 공동)
- 2015.3.28 주식회사 포스코경영연구소에서 주식회사 포스코경영연구원으로 상호를 변경하였다.

## 참조
1. ↑  포스코경영연구소, '포스코경영연구원'으로 새출발, 연합뉴스, 2015년 3월 16일
2. ↑  포스코경영연구원으로 사명 변경[깨진 링크(과거 내용 찾기)], 중앙일보, 2015년 3월 17일.